# Prvenstvo ZNP 1923-1924
Il Prvenstvo Zagrebačkog nogometnog podsaveza 1923./24. (it. "Campionato della sottofederazione calcistica di Zagabria 1923-24") fu la quinta edizione del campionato organizzato dalla Zagrebački nogometni podsavez (ZNP), la undicesima in totale, contando anche le 4 edizioni del Prvenstvo grada Zagreba (1918-1919) e le 2 del campionato di Regno di Croazia e Slavonia (1912-1914, composto esclusivamente da squadre di Zagabria).
Il torneo fu vinto dal Građanski Zagabria, al suo terzo titolo nella ZNP, il sesto in totale.
Il campionato era diviso era diviso fra le squadre di Zagabria città (divise in quattro classi, razred) e quelle della provincia (divise in varie parrocchie, župe). La vincitrice della 1. razred veniva ammessa al Državno prvenstvo (il campionato nazionale) ed inoltre disputava la finale sottofederale contro la vincente del campionato provinciale.

## Avvenimenti
Il campionato della ZNP durò dal 23 settembre 1923 al 9 agosto 1924, ancora funestato dal maltempo, infatti il girone d'andata terminò solo il 22 giugno 1924.

Subito dopo l'inizio del campionato, venne disputata la Kup JNS, vinta dal HAŠK. Subito dopo vi è stata la finale del campionato sottofederale 1923, vinto dal Građanski per 4–0 sul VŠK Varaždin.

Nella primavera 1924 venne disputata anche la Olimpijski pokal, torneo di coppa organizzato in preparazione alle Olimpiadi, vinto dal HAŠK.
Il 16 marzo 1924 venne fondata la Osječki nogometni podsavez, la sottofederazione di Osijek, includente i club del territorio della Slavonia e della Baranja, di Bjelovar, di Bosanski Šamac, di Brčko e di Šid. In precedenza questi territori erano sotto la giurisdizione della Zagrebački nogometni podsavez (IV župa Osijek, X župa Požega e XII župa Vinkovci).

## Classifica
|                   | Pos. | Squadra              | Pt | G | V | N | P | GF | GS | QR    |
| ----------------- | ---- | -------------------- | -- | - | - | - | - | -- | -- | ----- |
|                   | 1.   | Građanski Zagabria   | 15 | 8 | 7 | 1 | 0 | 48 | 7  | 6,857 |
|                   | 2.   | HAŠK Zagabria        | 12 | 8 | 5 | 2 | 1 | 24 | 12 | 2,000 |
|                   | 3.   | Concordia Zagabria   | 7  | 8 | 3 | 1 | 4 | 17 | 17 | 1,000 |
|                   | 4.   | Šparta Zagabria      | 6  | 8 | 2 | 2 | 4 | 9  | 24 | 0,375 |
|                   | 5.   | Tipografija Zagabria | 0  | 8 | 0 | 0 | 8 | 4  | 42 | 0,095 |
| Fonte: exyufudbal |      |                      |    |   |   |   |   |    |    |       |

Legenda:
      Campione di Zagabria e qualificato al Državno prvenstvo 1924.
  Partecipa agli spareggi.
      Retrocessa nella divisione inferiore.
Note:
Due punti a vittoria, uno a pareggio, zero a sconfitta.

## Risultati

### Tabellone
|                   | Gra  | HAŠ  | Con  | Špa  | Tip  |
| ----------------- | ---- | ---- | ---- | ---- | ---- |
| Građanski         | –––– | 4-1  | 5-1  | 7-0  | 14-1 |
| HAŠK              | 3-3  | –––– | 4-2  | 3-0  | 6-0  |
| Concordia         | 1-3  | 1-4  | –––– | 0-0  | 5-1  |
| Šparta            | 0-7  | 2-2  | 0-3  | –––– | 4-1  |
| Tipografija       | 0-5  | 0-1  | 0-4  | 1-3  | –––– |
| Fonte: exyufudbal |      |      |      |      |      |

### Calendario
| Data                     | Partita                 | Ris.           |
| ------------------------ | ----------------------- | -------------- |
| 23.09.1923               | Građanski - Tipografija | 14–1           |
| 11.11.1923               | HAŠK - Tipografija      | 1–0            |
| 11.11.1923               | Concordia - Šparta      | 0–0            |
| 24.02.1924               | Građanski - Concordia   | 5–1            |
| 23.03.1924               | HAŠK - Concordia        | 4–2            |
| 30.03.1924               | Concordia - Tipografija | 5–1            |
| 18.05.1924               | Šparta - Tipografija    | 4–1            |
| 15.06.1924               | Građanski – HAŠK        | 3–3            |
| 22.06.1924               | Građanski - Šparta      | 7–0            |
| 28.06.1924               | HAŠK – Šparta           | 3–0            |
| 03.07.1924               | Građanski - Tipografija | 5–0            |
| 08.07.1924               | Concordia - Šparta      | 3–0 a tavolino |
| 13.07.1924               | Šparta - Tipografija    | 3–1            |
| 17.07.1924               | HAŠK - Tipografija      | 6–0            |
| 20.07.1924               | Građanski - Concordia   | 3–1            |
| 20.07.1924               | HAŠK - Šparta           | 2–2            |
| 27.07.1924               | Građanski - HAŠK        | 4–1            |
| 27.07.1924               | Concordia - Tipografija | 4–0            |
| 09.08.1924               | Građanski - Šparta      | 7–0            |
| 09.08.1924               | HAŠK - Concordia        | 4–1            |
| Fonte: Fonte: exyufudbal |                         |                |

## Seconda classe
Il campionato è stato vinto dallo Željezničar, che così è stato promosso in prima classe 1924-25.

## Provincia

### I župa— Sussak
```
Primo turno:   
Orijent
 - Slavija Sušak                   ritiro Slavija
               Primorac Sušak - Viktorija Sušak          ritiro Viktorija
Semifinale:    Primorac Sušak - 
Orijent
                  1-8				
Finale:        
Orijent
 - Val Crikvenica                  ritiro Crikvenica
```

### II župa— Karlovac
```
Semifinali:    Olimpia Karlovac - 
ŠK Karlovac
            2-1 
(
dts
)
			
               Građanski Karlovac - Graničar Ogulin      ritiro Ogulin
Finale:        Građanski Karlovac - Olimpia Karlovac     0-1
```

### III župa— Brod
```
   Squadra                         G   V   N   P   GF  GS  Q.Reti  Pti
1  
Marsonija Slavonski Brod
        6   5   1   0   23  5   4,600   11	
2  Union Bosanski Brod             6   4   0   2   18  11  1,636   8	
3  Proleter Slavonski Brod         6   1   1   4   6   14  0,429   3	
4  Hakoah Slavonski Brod           6   1   0   5   5   22  0,227   2
```

### IV župa— Varaždin
```
   Squadra                         G   V   N   P   GF  GS  Q.Reti  Pti
1  
ČSK Čakovec
                     6   5   0   1   28  4   7,000   10	
2  Varaždinski ŠK Varaždin         6   3   0   3   25  10  2,500   6	
3  Drava Varaždin                  6   3   0   3   11  31  0,355   6	
4  Varaždinec Varaždin             6   1   0   5   4   23  0,174   2
```

### V župa— Bjelovar
```
Semifinale:    
BGŠK Bjelovar
 - KGŠK Križevci             ritiro Križevci
Finale:        
BGŠK Bjelovar
 - Viktorija Koprivnica      9-4
```

### VI župa— Sisak
```
Semifinali:    
Segesta
 - Panonija Sisak                  ritiro Panonija	
               Željezničar Sisak - Radnik Sisak          ritiro Radnik
Finale:        Željezničar Sisak - 
Segesta
               ritiro Segesta
```

### VII župa— Banja Luka
```
Primo turno:   Balkan Banja Luka - 
Sloboda B. Novi
       ritiro Sloboda
               
Krajišnik
 - Vrbas Banja Luka              2-0				
               Slavija Prijedor - Građanski Prijedor     ritiro Građanski
Semifinale:    
Krajišnik
 - Balkan Banja Luka             0-4				
Finale:        Balkan Banja Luka - Slavija Prijedor      ritiro Slavija
```

### VIII župa— Daruvar
```
Semifinali:    ŠK Ivanić-Grad - Graničar Ivanić-Grad     3-0				
               DONK Daruvar - Građanski Pakrac           ritiro Pakrac
Finale:        ŠK Ivanić-Grad - DONK Daruvar             ritiro Daruvar
```

### IX župa— Doboj
```
Semifinale:    Borba Bosanska Dubica - Sloga Bosanska Gradiška  ritiro Sloga
Finale:        Unitas Nova Gradiška - Borba Bosanska Dubica     2-0
```

### Finali provinciali
```
Primo turno:   Unitas Nova Gradiška - Željezničar Sisak  ritiro Sisak
               ŠK Ivanić-Grad - 
BGŠK Bjelovar
            4-1				
Secondo turno: Balkan Banja Luka - Unitas Nova Gradiška  5-1				
               Olimpija Karlovac - 
Orijent
               ritiro Orijent
               
Marsonia
 - ŠK Ivanić-Grad                 6-1				
Semifinali:    
Marsonia
 - Balkan Banja Luka              4-1				
               Olimpija Karlovac - 
ČSK Čakovec
           1-4				
Finali:        
Marsonia
 - 
ČSK Čakovec
                    2-0
```

## Finale sottofederale
| Squadra 1          | Risultato       | Squadra 2 |
| ------------------ | --------------- | --------- |
| Građanski Zagabria | ritiro Marsonia | Marsonia  |